# Yale Boss
Yale Boss (Utica, 18 ottobre 1899 – Augusta, 16 novembre 1977) è stato un attore statunitense, uno dei primi attori bambini di successo del cinema muto dal 1910 al 1915 (tra gli 11 e i 14 anni d'età).

## Biografia
Yale Boss nacque a Utica (New York) nel 1899. Quando fece il suo esordio cinematografico nel 1910 in The Actor's Children, prima produzione della Thanhouser Film Corporation di New York, aveva già alle spalle un'intensa esperienza teatrale e gli venne assegnato uno status di protagonista. L'anno successivo firmò un contratto pluriennale con la Edison Studios di New York, compagnia per la quale dal 1911 al 1915 interpretò numerosissimi cortometraggi, nei quali alternava parti protagonistiche a ruoli di supporto, nei più svariati generi. Si conoscono i titoli di una novantina di queste pellicole, ma c'è chi stima che Yale possa averne girate molte di più. Divenne così uno degli attori bambini più conosciuti e amati dal pubblico agli inizi del cinema muto. 
Con il passaggio dall'infanzia all'adolescenza Boss interruppe per due anni l'attività per completare gli studi. Il suo ritorno alle scene nel 1917, pubblicizzato con enfasi dalla stampa ed atteso con interesse dal pubblico, non diede pero' i risultati sperati. Per quanto gli fossero stati dati ruoli di protagonista in The Half-Back (1917) e Knights of the Square Table (1917), negli anni successivi non gli si offrirono altre opportunità se non una breve comparsa (non accreditata) nel film Souls for Sale (1923). 
Boss si ritiro' completamente dalle scene, svolgendo i lavori più diversi. Durante la seconda guerra mondiale prestò servizio nella Marina. Si stabilì quindi ad Augusta (Georgia), dove si sposò ed aprì un distributore di benzina e un garage. Vi trascorse il resto della vita fino alla morte nel 1977, a 78 anni.

## Riconoscimenti
- Young Hollywood Hall of Fame (1908-1919)

## Filmografia
La filmografia è completa. Quando manca il nome del regista, questo non viene riportato nei titoli

### Attore bambino, cinema muto (1910-15)
- The Actor's Children, regia di Barry O'Neil (1910)

- His First Commission (1911)
- The Ransom of Red Chief, regia di J. Searle Dawley (1911)
- Josh and Cindy's Wedding Trip (1911)
- Edna's Imprisonment (1911)
- A Sane Fourth of July (1911)
- Trading His Mother (1911)
- Bob and Rowdy, regia di Charles M. Seay (1911)
- The Unfinished Letter (1911)
- The Question Mark (1911)
- For the Queen (1911)
- A Cure for Crime, regia di Edwin S. Porter (1911)
- At the Threshold of Life (1911)
- An Island Comedy, regia di Ashley Miller (1911)
- The Story of the Indian Ledge, regia di Ashley Miller (1911)
- Stage-Struck Lizzie, regia di C.J. Williams (1911)
- Santa Claus and the Clubman, regia di Ashley Miller (1911)
- Papa's Sweetheart, regia di Bannister Merwin (1911)
- Uncle Hiram's List, regia di Oscar Apfel (1911)

- Max and Maurice (1912)
- The Stolen Nickel, regia di Bannister Merwin (1912)
- Lucky Dog (1912)
- Hogan's Alley (1912)
- The Little Delicatessen Store (1912)
- Curing the Office Boy (1912)
- The Yarn of the Nancy Belle, regia di Ashley Miller (1912)
- Rowdy and His New Pal (1912)
- Winnie's Dance, regia di Ashley Miller (1912)
- The Little Woolen Shoe, regia di Bannister Merwin (1912)
- A Personal Affair, regia di C.J. Williams (1912)
- The Artist and the Brain Specialist, regia di C.J. Williams (1912)
- Tommy's Geography Lesson (1912)
- The Sunset Gun, regia di Bannister Merwin (1912)
- How the Boys Fought the Indians (1912)
- Revenge Is Sweet (1912)
- The Little Artist of the Market (1912)
- Mr. Pickwick's Predicament, regia di J. Searle Dawley (1912)
- The Boy and the Girl, regia di Ashley Miller (1912)
- How Bobby Joined the Circus (1912)
- Mother Goose in a Sixteenth Century Theatre (1912)
- Bobby's Dream (1912)
- The Totville Eye, regia di C.J. Williams (1912)
- The Winking Parson, regia di C.J. Williams (1912)
- How a Horseshoe Upset a Happy Family, regia di C.J. Williams (1912)
- He Swore Off Smoking, regia di Ashley Miller (1912)

- The Office Boy's Birthday, regia di Charles M. Seay - cortometraggio (1913)
- The Title Cure, regia di C.J. Williams (1913)
- The Ranch Owner's Love-Making, regia di Walter Edwin (1913)
- Aunt Elsa's Visit, regia di Charles M. Seay (1913)
- A Youthful Knight, regia di Walter Edwin (1913)
- The Inventor's Sketch, regia di George Lessey (1913)
- Aunty and the Girls, regia di C.J. Williams (1913)
- The Two Merchants, regia di Charles M. Seay (1913)
- Newcomb's Necktie, regia di C.J. Williams (1913)
- Two Little Kittens, regia di Charles M. Seay (1913)
- Beau Crummel and His Bride, regia di C.J. Williams (1913)
- A Taste of His Own Medicine, regia di Charles M. Seay (1913)
- The Story of the Bell, regia di Walter Edwin (1913)
- All on Account of a Portrait, regia di C.J. Williams - cortometraggio (1913)
- The Dream Fairy, regia di Ashley Miller (1913)
- The Abbeville Court House, regia di Charles M. Seay (1913)
- Bobbie's Long Trousers, regia di Charles M. Seay (1913)
- A Mistake in Judgment, regia di Charles M. Seay (1913)
- The Embarrassment of Riches, regia di Charles M. Seay (1913)
- Boy Wanted, regia di C.J. Williams (1913)
- Archie and the Bell Boy, regia di C.J. Williams (1913)
- Enoch and Ezra's First Smoke, regia di Charles H. France (1913)
- Within the Enemy's Lines (1913)
- The Janitor's Quiet Life, regia di Charles M. Seay (1913)

- The Janitor's Flirtation, regia di Charles M. Seay - cortometraggio (1914)
- How Bobby Called Her Bluff, regia di Charles M. Seay - cortometraggio (1914)
- The Active Life of Dolly of the Dailies, regia di Walter Edwin - serial (1914)
- Andy Goes on the Stage, regia di Charles H. France - cortometraggio (1914)
- The Mystery of the Ladder of Light, regia di George Lessey - cortometraggio (1914)
- The Mystery of the Laughing Death, regia di George Lessey - cortometraggio (1914)
- Quarantined, regia di Charles H. France - cortometraggio (1914)
- A Question of Hats and Gowns - cortometraggio (1914)
- Andy Plays Cupid, regia di Charles H. France - cortometraggio (1914)
- His Sob Story, regia di George Lessey - cortometraggio (1914)
- Molly the Drummer Boy, regia di George Lessey - cortometraggio (1914)
- A Tale of Old Tucson, regia di Richard Ridgely - cortometraggio (1914)
- The Case of the Vanished Bonds, regia di Langdon West - cortometraggio (1914)
- Shorty, regia di Ashley Miller - cortometraggio (1914)
- The Temple of Moloch, regia di Langdon West - cortometraggio (1914)
- The Man Who Vanished, regia di Langdon West - cortometraggio (1914)

- The Stoning, regia di Charles Brabin (1915)
- Out of the Ruins, regia di Ashley Miller (1915)
- With Bridges Burned, regia di Ashley Miller (1915)
- Sally Castleton, Southerner, regia di Langdon West (1915)
- Cartoons in a Seminary, regia di Raoul Barré (1915)
- Cartoons in a Sanitarium, regia di Raoul Barré (1915)

### Attore, cinema muto (1917-23)
- The Half Back, regia di Ben Turbett (1917)
- Knights of the Square Table, regia di Alan Crosland (1917)
- Souls for Sale, regia di Rupert Hughes (1923) (non accreditato)